# Trevon Scott
Trevon Scott, född 25 november 1996 i Brunswick i Georgia, är en amerikansk professionell basketspelare (SF/PF) som spelar för Orlando Magic i National Basketball Association (NBA). Han har tidigare spelat för Cleveland Cavaliers.
Scott blev aldrig NBA-draftad.
Innan han blev proffs studerade Scott vid University of Cincinnati och spelade för deras idrottsförening Cincinnati Bearcats.